# Macropholidus ruthveni
Macropholidus ruthveni är en ödleart som beskrevs av  Noble 1921. Macropholidus ruthveni ingår i släktet Macropholidus och familjen Gymnophthalmidae. IUCN kategoriserar arten globalt som livskraftig. Inga underarter finns listade i Catalogue of Life.